# Lauvholmen (Fitjar)
Ne doit pas être confondu avec Lauvholmen.
Lauvholmen est une île dans le landskap Sunnhordland du comté de Vestland. Elle appartient administrativement à Fitjar.

## Géographie
Rocheuse et couvert d'arbres, à fleur d'eau, elle s'étend sur environ 129 m de longueur pour une largeur approximative de 69 m. 